# Леонтьевский, Захар Фёдорович
Захар Фёдорович Леонтьевский (25 января [5 февраля] 1799, Ярославль — 21 июля [2 августа] 1874, Ярославль) — русский синолог, переводчик.

## Биография
Родился в семье нотариуса. Окончив гимназию, поступил в Главный педагогический институт, преобразованный затем в Санкт-Петербургский университет, где слушал лекции на математическом факультете.
По окончании университета поступил в Пекинскую духовную миссию, в 1819—1829 гг. находился в Пекине под начальством архимандрита Петра Каменского. В 1832—1866 гг. служил переводчиком в Азиатском департаменте.
Владел китайским и маньчжурским языками. Перевёл на китайский язык первые 3 тома «Истории государства Российского» Н. М. Карамзина; составил китайско-маньчжурско-русский словарь. Написал статьи в «Энциклопедический лексикон» А. А. Плюшара, в «Военный энциклопедический лексикон» («История Китая», «Великая стена китайская»), в издания Императорского русского археологического общества. Труд под заглавием: «Благоговейное обращение мыслей к Богу Отцу, к Богу Сыну, к Богу Духу Святому, к пресвятой Богородице, к животворящему кресту, к святым ангелам, к Иоанну Крестителю, к апостолам Петру и Павлу и к святым пророкам, в назидание, увещевание и утешение» остался ненапечатанным.
Собрал значительную коллекцию монет (впоследствии подарил её Академии наук), а также рисунков и предметов быта (передал в Кунсткамеру, где она хранится и поныне).

## Избранные труды
- Леонтьевский З. Ф. Китай : (География). — [СПб.], [1844]. — (отт. из Воен. энциклопедич. лексикона. — СПб., 1844. — Ч. 8. — С. 6-11).
- Памятник христианской веры в Китае / Пер. с кит. З. Леонтьевского. — СПб.: тип. Мед. деп. М-ва вн. дел, [1834]. — 23 с.
- Путешественник / Пер. с кит. З. Леонтьевского. — СПб.: тип. деп. внеш. торг., 1835. — 168 с.